# Тіпси

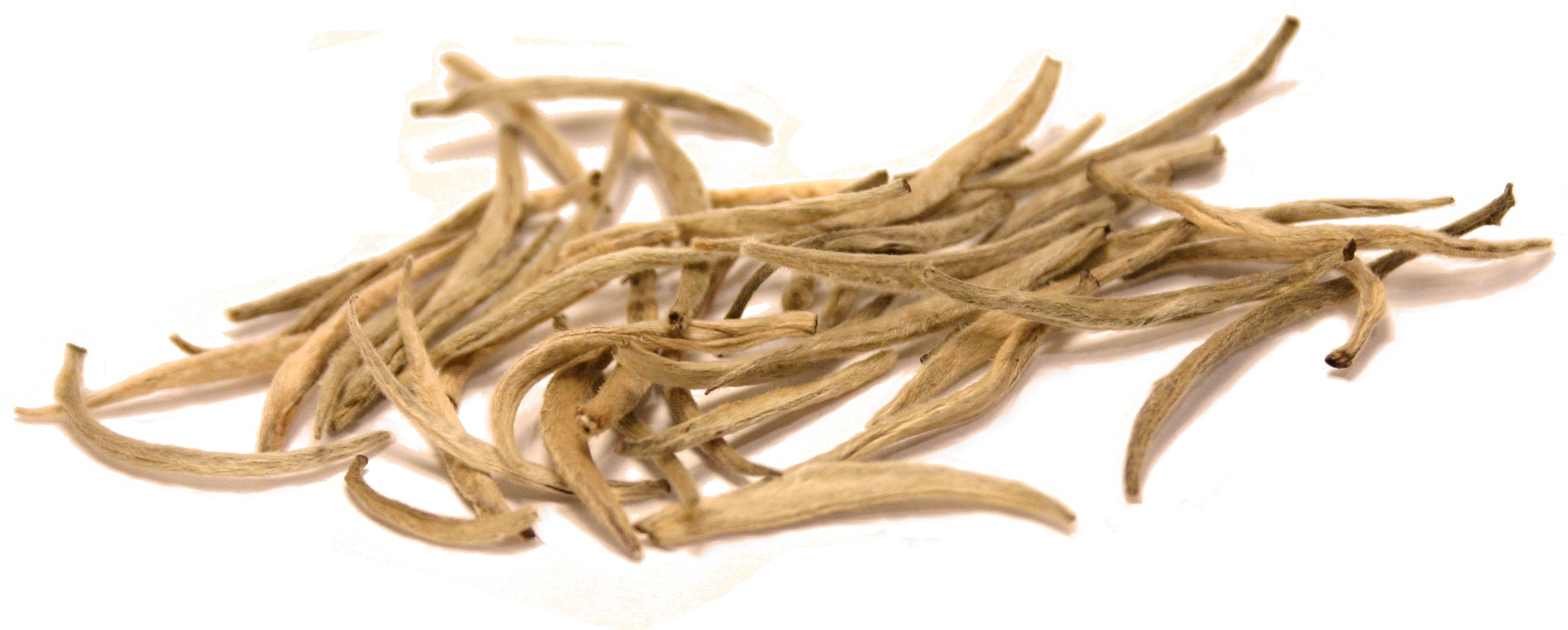
Білий чай Meepitiya Silver Tips (Шрі-Ланка).

Тіпси, вії (англ. Tips, Buds, кит.: Mao Feng) — пухнасті бруньки чайного куща, які ще не розкрилися або щойно почали розкриватися. Збирають тіпси вручну, як правило, з двома найближчими листочками, що разом складають чайний трилисник,або "флеш" . З тіпсів з одним або двома наймолодшими листочками роблять смачні та запашні тіпсові чаї, які дуже цінуються.
Тіпсовими чаями є усі білі чаї, а найкращі ґатунки білого чаю цілком складаються з тіпсів.
Загальноприйняте маркування тіпсових чаїв — літера T (Tippy) або Silver Tips та Golden Tips для білих та чорних чаїв відповідно.
Тіпси збирають в Індії, Китаї, Непалі. В незначній кількості тіпсові чаї виробляють в Бангладеш, Шрі-Ланці, та  деяких африканських країнах.